# Komitet Centralny Socjalistycznej Partii Jedności Niemiec

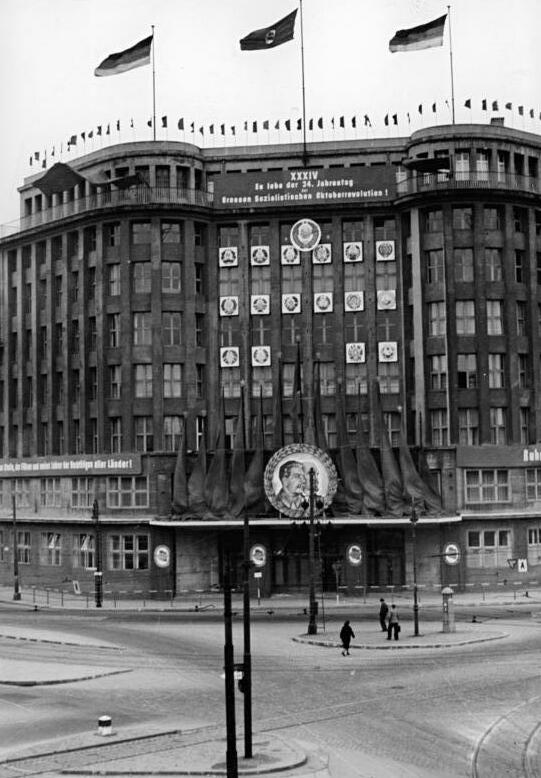
Pierwsza siedziba KC SED przy Torstraße (1951)

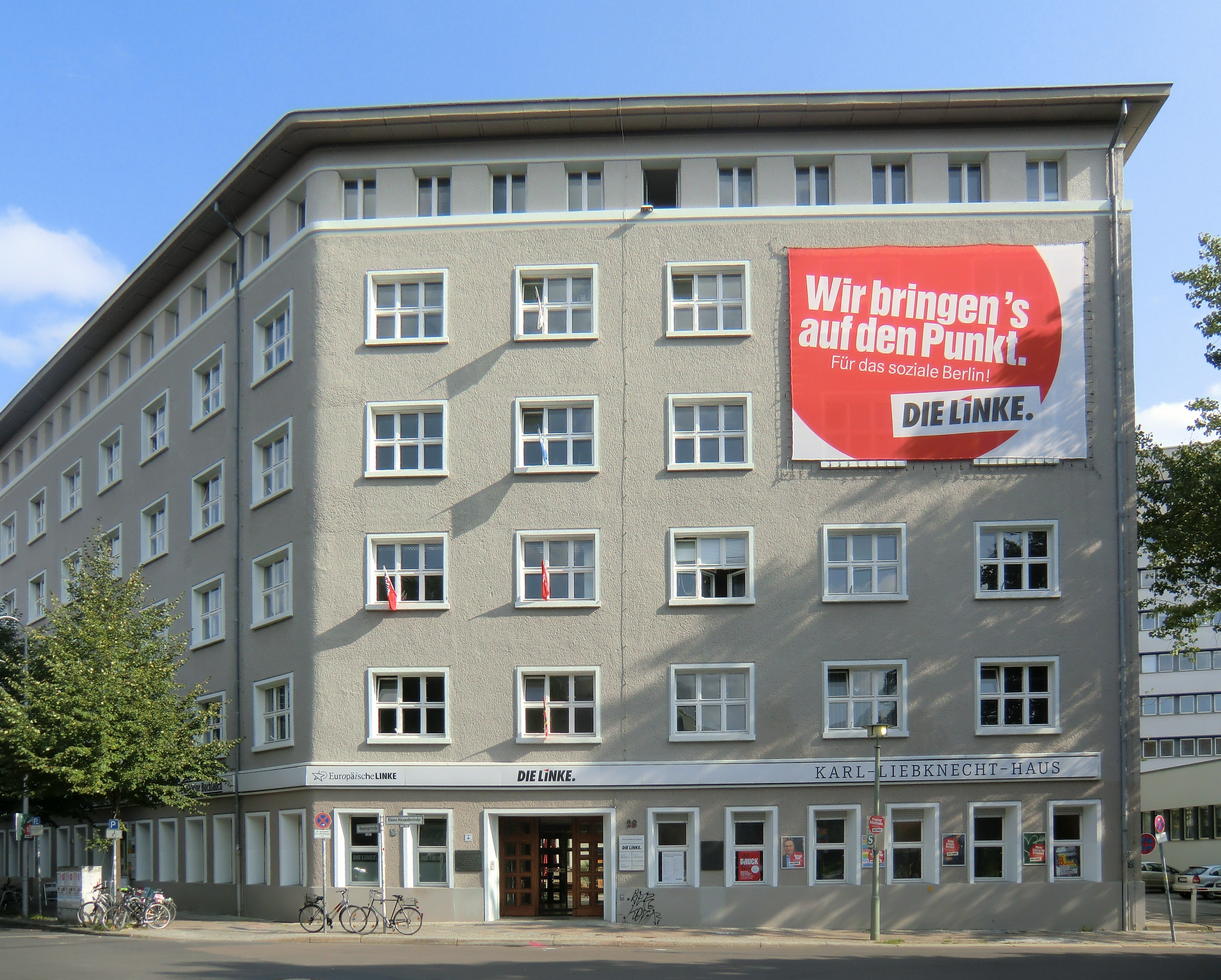
Część komórek organizacyjnych KC SED mieściło się w Karl-Liebknecht-Haus (zdjęcie z 2011)

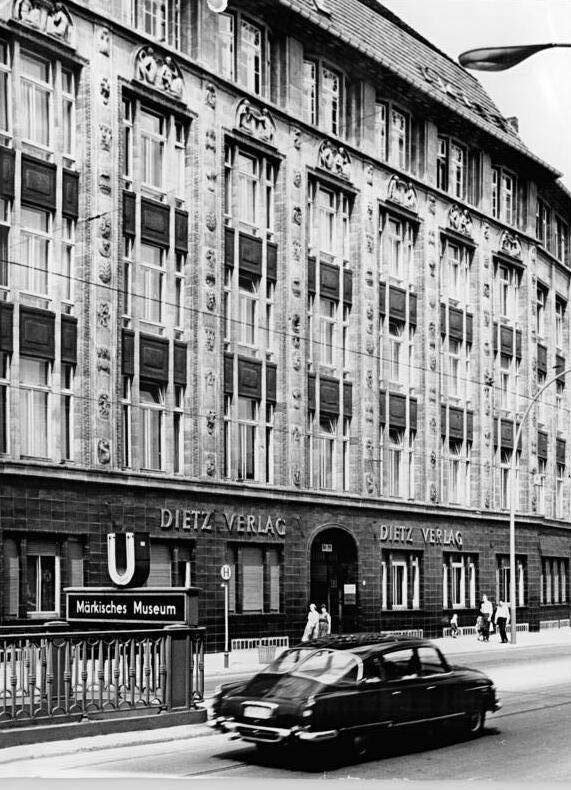
Budynek KC SED przy Wallstraße, m.in. siedziba partyjnego wydawnictwa Dietz (zdjęcie z 1965)

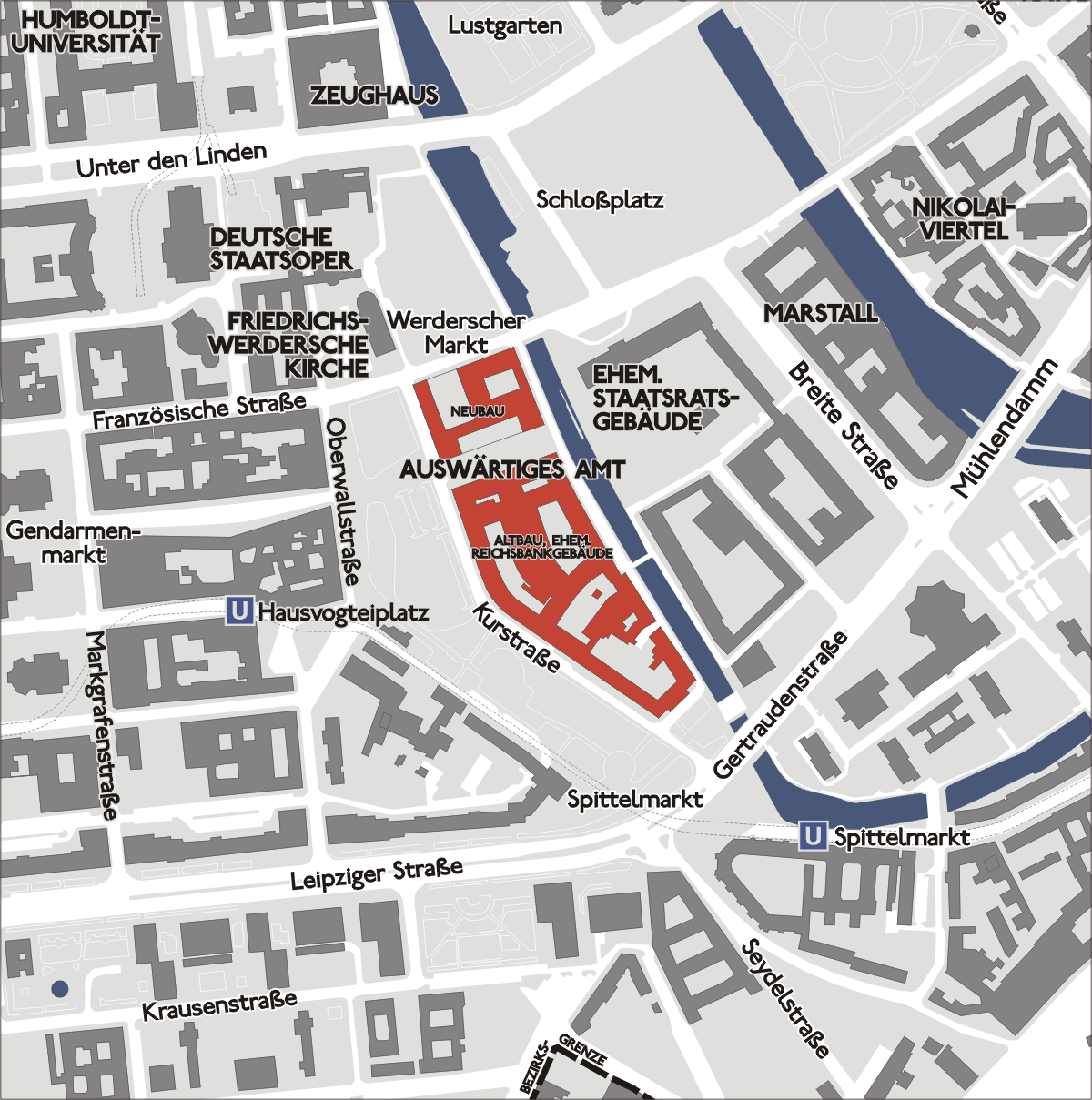
Mapa lokalizacji KC SED przy ówczesnym Marx-Engels-Platz (1959-1990)

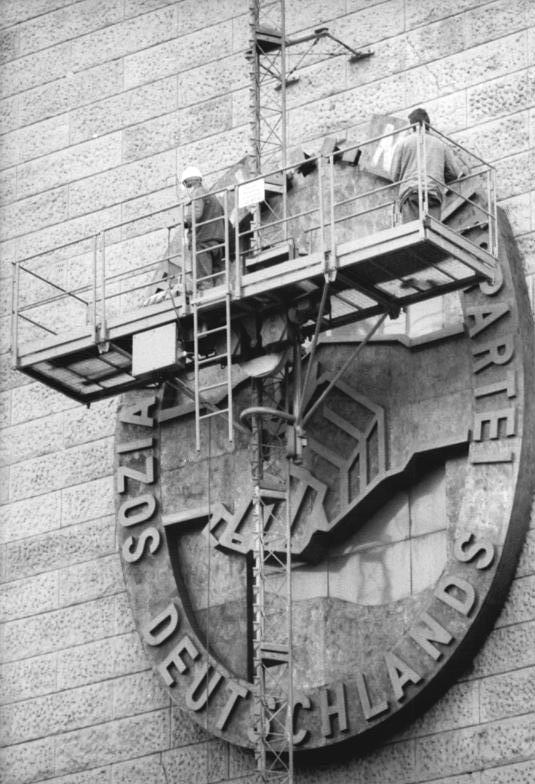
Demontaż logo SED na budynku KC SED (1990)

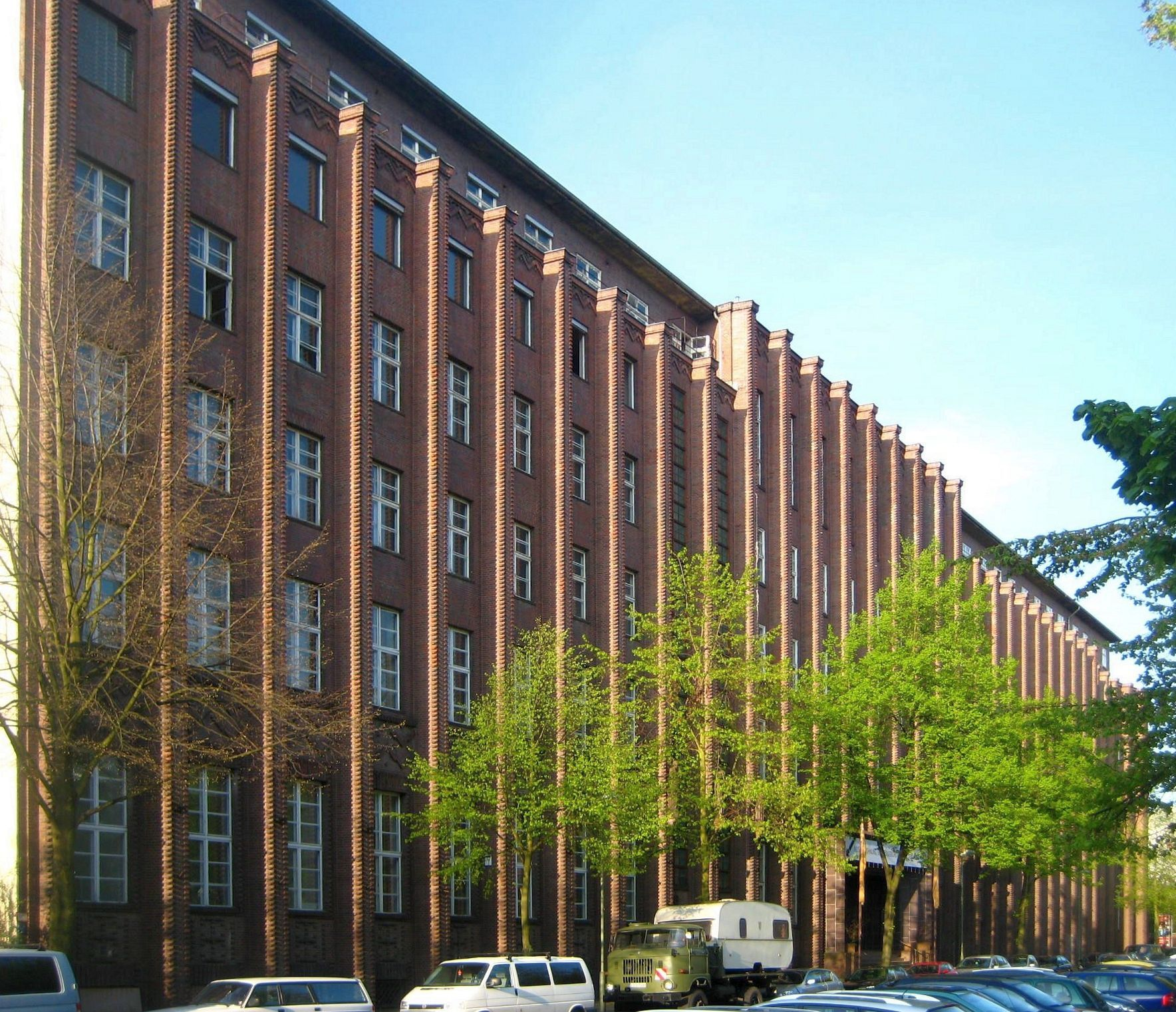
b. siedziba Szkoły Partyjnej im. Karola Marksa przy KC SED w Berlinie przy Rungestrasse

b. siedziba Centralnego Instytutu Socjalistycznego Zarządzania Gospodarką w Berlinie-Rahnsdorf, przy Fürstenwalder Damm

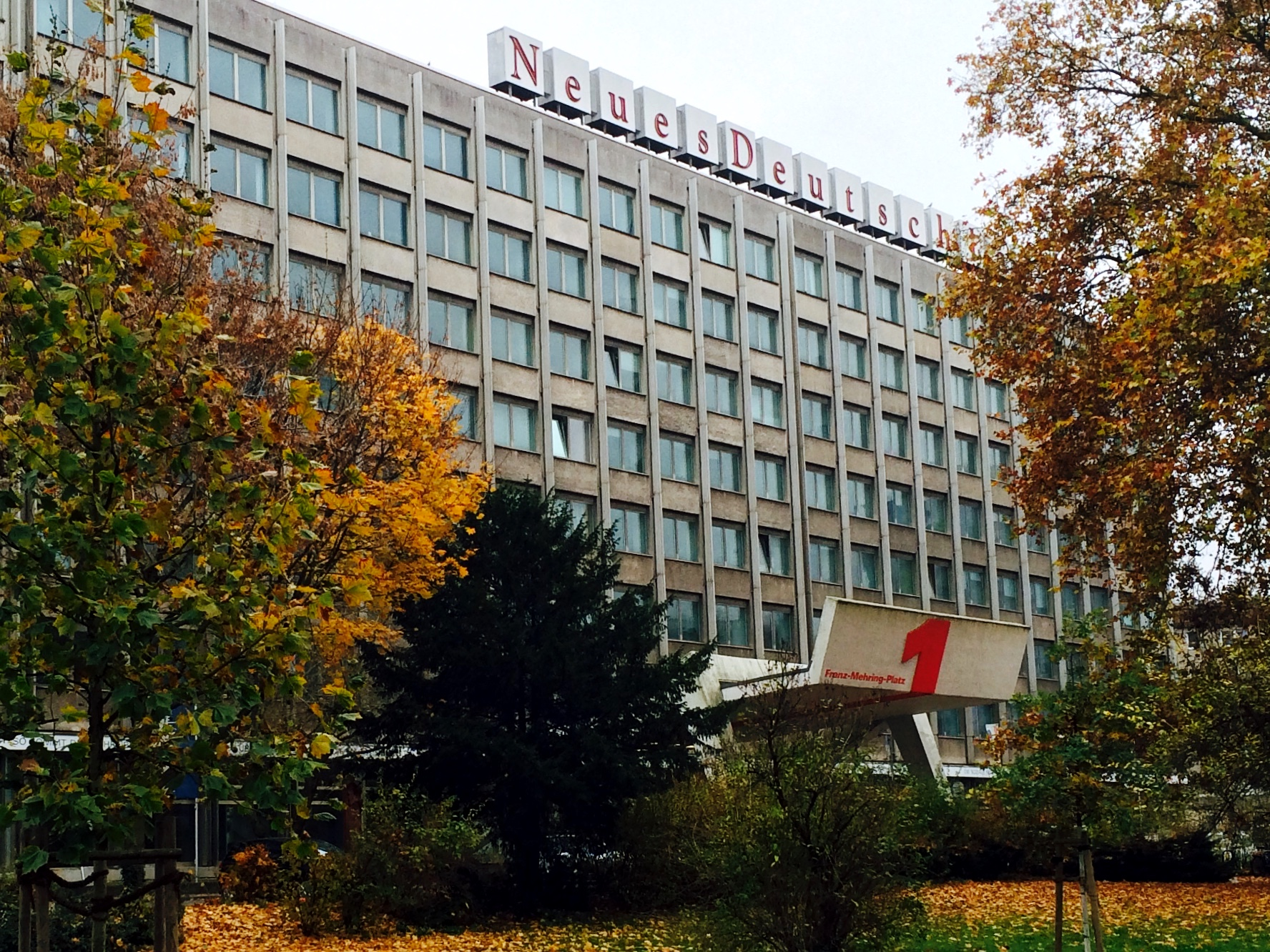
Budynek Redakcji Neues Deutschland w Berlinie-Friedrichshain, przy Franz-Mehring-Platz

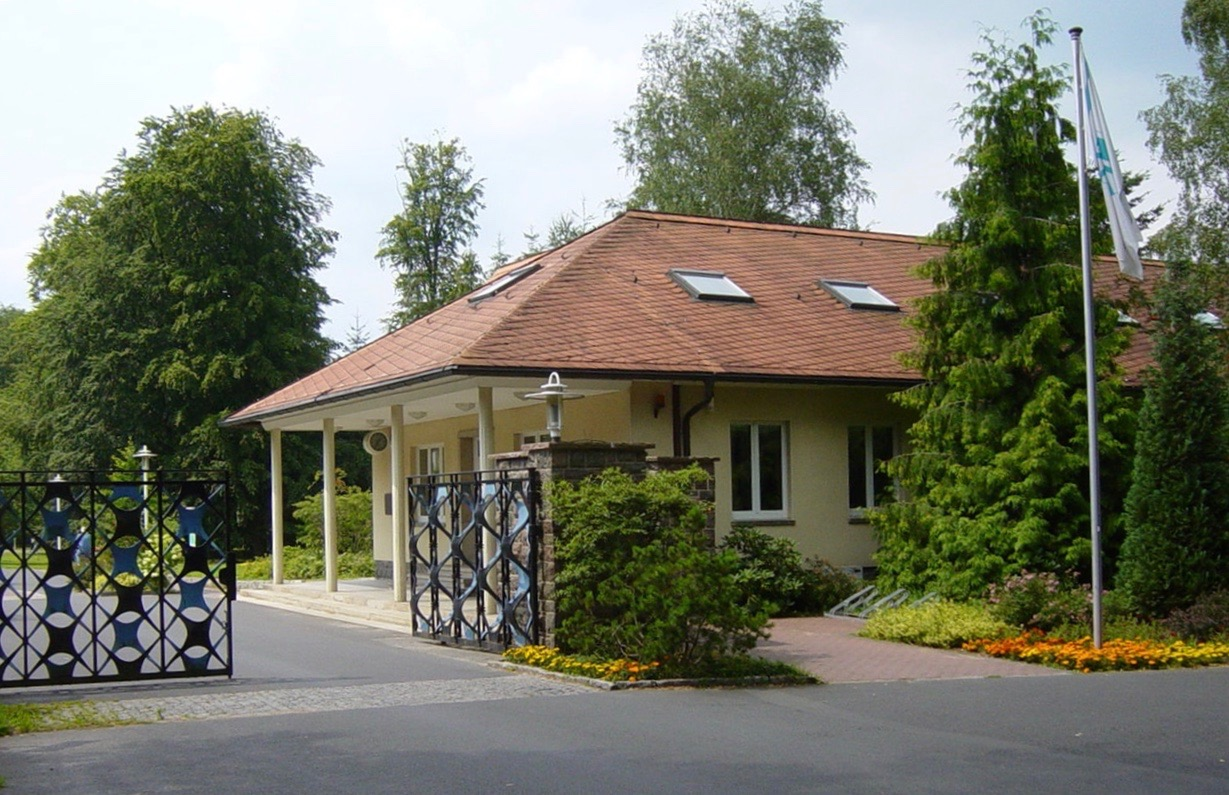
Wartownia b. osiedla kierownictwa SED w Wandlitz

Komitet Centralny Socjalistycznej Partii Jedności Niemiec (Zentralkomitee der Sozialistischen Einheitspartei Deutschland) – centralna instancja partii, wykonująca polecenia Biura Politycznego Komitetu Centralnego (Politbüro des Zentralkomitees), de facto organ zarządzania wszystkimi dziedzinami życia w NRD.

## Podział organizacyjny – wydziały KC (1989)
- Wydział Kadr (Kader)
- Wydział Służby Kurierskiej (Verkehr)
- Wydział Łączności Międzynarodowej (Internationale Verbindungen)
- Wydział Międzynarodowej Polityki i Gospodarki (Internationale Politik und Wirtschaft)
- Wydział Informacji Międzynarodowej (Auslandsinformation), od 1967
- Wydział Organów Partyjnych (Parteiorgane)
- Wydział Zarządzania Finansami oraz Przedsiębiorstwami Partii (Finanzverwaltung und Parteibetriebe)
  - wydawnictwo Dietz (Dietz-Verlag),
  - firma wydawniczo-poligraficzna Zentrale Druckerei-, Einkaufs- und Revisionsgesellschaft Zentrag[1],
  - firma zarządzania nieruchomościami Fundament GmbH[2],
  - firma reklamy Deutsche Werbe- und Anzeigengesellschaft Dewag[3],
  - firma podarunkowa Genex Geschenkdienst GmbH[4],
- Wydział Zarządzania Gospodarką (Verwaltung der Wirtschaftsbetriebe)
  - Dom Gościnny KC SED (Gästehaus des Zentralkomitees der SED) „Haus an der Spree”, Wallstraße 57 (1969-1989)[5]
  - Dom Gościnny KC SED, „Palais Unter den Linden”, Unter den Linden 3
  - Dom Gościnny KC SED, Majakowskiring 28/30 (1976-1990)
  - Dom Gościnny KC SED, zamek „Hakeburg”, Kleinmachnow (1980-)[6]
- Wydział Nauki (Wissenschaften)
- Wydział Kultury (Kultur)
- Wydział Oświaty (Volksbildung)
- Wydział Polityki Zdrowotnej (Gesundheitspolitik), od 1959
- Wydział Rolnictwa (Landwirtschaft)
- Wydział Agitacji i Propagandy (Agitation und Propaganda), do 1963, Wydział Agitacji (Agitation); Wydział Propagandy (Propaganda)
- Wydział Przyjacielskich Partii i Organizacji (Befreundete Parteien und Organisationen)
- Wydział Handlu i Zaopatrzenia/Wydział Handlu, Zaopatrzenia i Handlu Zagranicznego (Handel und Versorgung/Handel, Versorgung und Außenhandel)
- Wydział Spraw Kościelnych (Kirchenfragen), początkowo Wydział, później Grupa Robocza
- Wydział Spraw Bezpieczeństwa (Sicherheitsfragen)
- Wydział Spraw Państwowych i Prawnych (Staats- und Rechtsfragen)
- Wydział Młodzieży (Jugend)
- Wydział Wychowania Fizycznego i Sportu/Wydział Sportu (Körperkultur und Sport/Sport), do 1965 Grupa Robocza
- Wydział Planowania i Finansów (Planung und Finanzen)
- Wydział Badań i Rozwoju Technologicznego (Forschung und technische Entwicklung), początkowo Grupa Robocza
- Wydział Przemysłu/Górnictwa, Energii i Chemii/Przemysłu Surowcowego (Industrie/Kohle, Bergbau, Energie und Chemie/Grundstoffindustrie)
- Wydział Przemysłu Maszynowego i Metalurgii (Maschinenbau und Metallurgie)
- Wydział Budownictwa (Bauwesen)
- Wydział Przemysłu Lekkiego, Spożywczego i Terenowego (Leicht-, Lebensmittel- und bezirksgeleitete Industrie)
- Wydział Kolei, Transportu i Infrastruktury/Transportu i Komunikacji (Eisenbahn, Verkehr und Verbindungswesen/Transport- und Nachrichtenwesen)
- Wydział Spraw Związkowych, Socjalnych i Ochrony Zdrowia (Gewerkschaften, Sozial- und Gesundheitswesen), do 1962,
- Wydział Spraw Związkowych i Polityki Socjalnej (Gewerkschaften und Sozialpolitik), od 1962
- Wydział Socjalistycznego Zarządzania Gospodarką (Sozialistische Wirtschaftsführung)
- Wydział Kobiet (Frauen)

oraz
- Instytut Marksizmu-Leninizmu KC SED (Institut für Marxismus-Leninismus beim ZK der SED), Berlin, Wilhelm Pieck-Straße 1, ob. Torstrasse 1; wraz z Centralnym Archiwum Partii oraz Biblioteką
- Akademia Nauk Społecznych KC SED (Akademie für Gesellschaftswissenschaften beim ZK der SED), Berlin, Johannes-Dieckmann-Straße 19-23, ob. Taubenstraße
- Wyższa Szkoła Partyjna im. Karola Marksa KC SED (Parteihochschule "Karl Marx" beim ZK der SED), Berlin, Rungestraße 3–6
- Centralny Instytut Socjalistycznego Zarządzania Gospodarką KC SED (Zentralinstitut für sozialistische Wirtschaftsführung beim ZK der SED), Berlin-Rahnsdorf, Fürstenwalder Damm 880
- dziennik Neues Deutschland, Berlin-Friedrichshain, Franz-Mehring-Platz 1

## Siedziba

### do 1958
W latach 1949–1958 KC SED mieścił się w budynku z 1929 b. domu towarowego Jonaß (Kaufhaus Jonaß), następnie siedziby NSDAP i faszystowskich organizacji młodzieżowych (1933-1945), m.in. Hitlerjugend, przy Lothringer Straße 1, róg Prenzlauer Allee. Później nazwę ulicy Lothringer zmieniono na Wilhelm-Pieck-Straße (1951-1994) i Torstraße (1994-). Ówcześnie budynek nazywano Domem Jedności (Haus der Einheit) lub Centralnym Domem Jedności (Zentral Haus der Einheit). W głównym budynku pomieszczono m.in. Biuro Polityczne, Sekretariat KC, Komisję Kontroli Partyjnej, wydziały – Organizacyjny, Kadr, Gospodarki, Zarządzania Państwem, Stosunków Międzynarodowych, Rolnictwa, i Finansów. Pomieszczenia Biura Politycznego i Sekretariatu KC mieściły się na III piętrze. W latach 1959–1992 budynek był siedzibą Instytutu Marksizmu-Leninizmu przy KC SED (Institut für Marxismus-Leninismus beim ZK der SED). Od 2010 w budynku mieści się hotel Soho House Berlin.
Część komórek organizacyjnych KC znajdowało się w historycznym budynku Karla Liebknechta (Karl-Liebknecht-Haus) z 1912 przy Kleine Alexanderstraße 28, m.in. siedziby KC Komunistycznej Partii Niemiec (1926-1933), następnie SA i nazywany w owym czasie Horst-Wessel-Haus. W okresie SED m.in. były to wydziały – Agitacji, Propagandy, Kultury, Kobiet, Komisja ds Zachodu, Centralna Komisja Rewizyjna, redakcje – „Neuer Weg”, „Einheit”.
W kolejnym budynku, z 1913, przy Wallstraße 76-79, mieściły się podmioty gospodarcze Partii – wydawnictwo Dietz (Dietz-Verlag), firma wydawniczo-poligraficzna Zentrag, firma Fundament, i Wydział KC „Haid”. Obecnie budynek zajmuje ambasada Australii.

### od 1959
W okresie 1959–1990 KC mieścił się w budynku przy Marx-Engels-Platz, obecnie Schlossplatz, wybudowanym w latach 1934-1940 jako jedno ze skrzydeł Banku Rzeszy (Reichsbank). Następnie budynek mieścił: Berlin Stadtkontor (1945-1949) i Ministerstwo Finansów NRD (1949-1959). Po KC SED obradowała w nim pierwsza wybrana w wolnych wyborach Izba Ludowa (Volkskammer), która zaaprobowała Pakt o zjednoczeniu Niemiec (1990). Następnie trwała rozbudowa kompleksu na potrzeby Urzędu Spraw Zagranicznych RFN (Auswärtiges Amt) (1990-1999).